# Crescenzago (métro de Milan)
Pour les articles homonymes, voir Crescenzago.
Crescenzago est une station de la ligne 2 du métro de Milan, située via Angelo Rizzoli et via Palmanova.